# Laccophilus kaensis
Laccophilus kaensis är en skalbaggsart som beskrevs av Michel Brancucci 1983. Laccophilus kaensis ingår i släktet Laccophilus och familjen dykare. Inga underarter finns listade i Catalogue of Life.